# Jos Hessel
Pour les articles homonymes, voir Hessel.
Joseph Hessel, dit Jos Hessel, né le 10 juillet 1859 à Bruxelles et mort le 26 mai 1942 à Paris, est un marchand d'art, collectionneur et chroniqueur d'art français.

## Biographie
D'origine belge,, cousin de Josse et Gaston Bernheim dont il dirige la galerie, Jos Hessel exerce d'abord le métier de journaliste au Matin, puis au Temps dans les années 1880-1890, il tient la rubrique des objets d'art, et se fait remarquer en démontrant l'inauthenticité d'un Rembrandt, en se montrant ensuite suspicieux dans l'affaire Thérèse Humbert, et en militant pour que les musées nationaux reçoivent des legs importants.

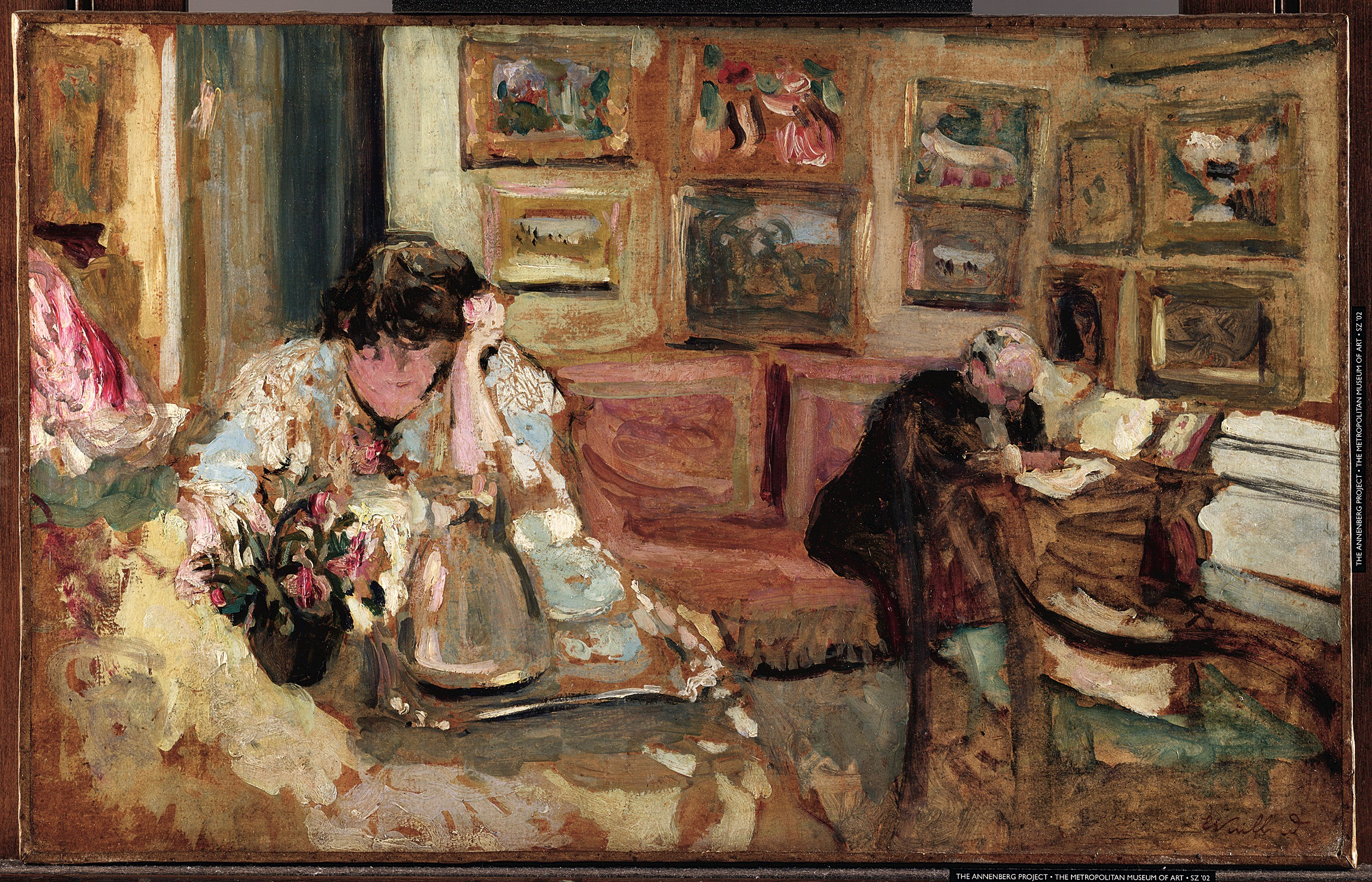
Édouard Vuillard, Jos et Lucie Hessel dans le petit salon, rue de Rivoli (vers 1903), Metropolitan Museum of Art.

Quittant la galerie Bernheim-Jeune avec laquelle il reste en relation jusqu'en 1914, il devient expert en tableaux au tournant du siècle et est nommé par la suite expert auprès de la Cour d'appel de Paris. Possédant un bureau d'étude au 241 rue de Rivoli, il épouse Jeanne-Lucie Reiss le 12 janvier 1891. Sa femme Lucie est le modèle favori mais aussi la maîtresse pendant de nombreuses années de son ami le peintre Édouard Vuillard, dont il est le marchand exclusif, et qui les fait figurer dans de nombreux tableaux. Le couple n'a pas d'enfant, et adoptera en 1935 Lucie Grandjean (1921-2004) dite « Lulu », qui épousera à Cannes le 31 octobre 1940 Jacques Arpels,.
Amateur de théâtre, Hessel est ami avec Tristan Bernard, avec lequel il passe ses étés au Pouliguen (Loire-Atlantique). Jovial et passionné par la nouveauté, il ne renie pas pour autant les artistes qu'il a aimés.
En 1912, Hessel, après avoir ouvert une première galerie avenue de l'Opéra, acquiert une partie des œuvres que Paul Cézanne a peint à fresque au Jas de Bouffan.
Il ouvre en 1915 un nouveau commerce de tableaux au 26, rue La Boétie à Paris. Il y expose un nombre important d'artistes représentatifs des genres les plus variés. Négociant plus que promoteur, il se procure ses toiles sur le marché secondaire lors des ventes publiques à l'hôtel Drouot plutôt qu'auprès des peintres eux-mêmes. Habile négociant, il n'achète pas mais prend les toiles en dépôt et réussit systématiquement les ventes manquées par ses confrères. Expert auprès des tribunaux, il est notamment consulté dans les années 1920 pour les transactions de peintures modernes par Alphonse Bellier, commissaire-priseur à l'hôtel Drouot. En 1926, il achète à Drouot pour près d'un demi million de francs Le Polichinelle (1873) d'Édouard Manet.
Dès 1907 et jusqu'en 1941, il travaille en étroites relations avec Paul Rosenberg dont la galerie se trouve également rue La Boétie et avec lequel il s'associe pour promouvoir l'œuvre de Pablo Picasso à partir de 1918.
Selon entre autres René Gimpel, ce fut en réalité Jos Hessel qui possédait le bail de la galerie Barbazanges, et ce, dès 1921.
En 1917, le couple Hessel acquiert la villa Anna à Vaucresson, puis déménage en 1920 au Clos Cézanne, situé à quelques rues. Vuillard loue un appartement juste à côté. En 1926, la famille Hessel acquiert le château des Clayes (Yvelines), où ils mènent une existence mondaine, y invitant leur ami Vuillard et des personnalités comme l'écrivain Tristan Bernard et l'homme politique Léon Blum. Le château, dont il ne reste que deux tours, fut en grande partie incendié pendant la guerre après avoir été transformé en kommandantur par l'occupant nazi.
Le 9 juin 1932, Il dirige la vente d'œuvres d'art issues des collections Silberberg et Simon, à la galerie de Georges Petit à Paris.
En 1933, il est nommé officier de la Légion d'honneur.
De 1935 à 1938, Jos Hessel occupe un autre local parisien chez lui, au 33, rue de Naples. En mai 1941, la galerie Rosenberg est fermée par les autorités de Vichy avec le soutien de la Propagandastaffel, et transformée en Institut d'étude des questions juives. Lucie Hessel meurt le 24 novembre 1941 à Cannes, villa Sapho.
La « galerie Jos. Hessel, successeurs » continua d'exposer des artistes quelques années après la guerre.

## Jos Hessel vu par les peintres
- Henri Farge, Jos Hessel à la table d'expert, localisation inconnue[23].
- Édouard Vuillard, Jos et Lucie Hessel dans le petit salon de la rue de Rivoli (vers 1903), New York, Metropolitan Museum of Art[24].
- Édouard Vuillard, Jos Hessel (1905), collection particulière[25].
- Édouard Vuillard, Portrait de Lucie Hessel au chapeau de mousquetaire (1907), localisation inconnue[26].
- Pierre Bonnard, Portrait de M. Jos Hessel, 1908, localisation inconnue[27]
- Édouard Vuillard, Jos Hessel devant la T.S.F, rue de Naples, vers 1920-1922, localisation inconnue[28]